# Erika Fuchs
Johanne Theodolinde Erika Fuchs, geborene Petri (* 7. Dezember 1906 in Rostock; † 22. April 2005 in München), war eine deutsche Übersetzerin und von 1951 bis 1988 Chefredakteurin der Comic-Zeitschrift Micky Maus.

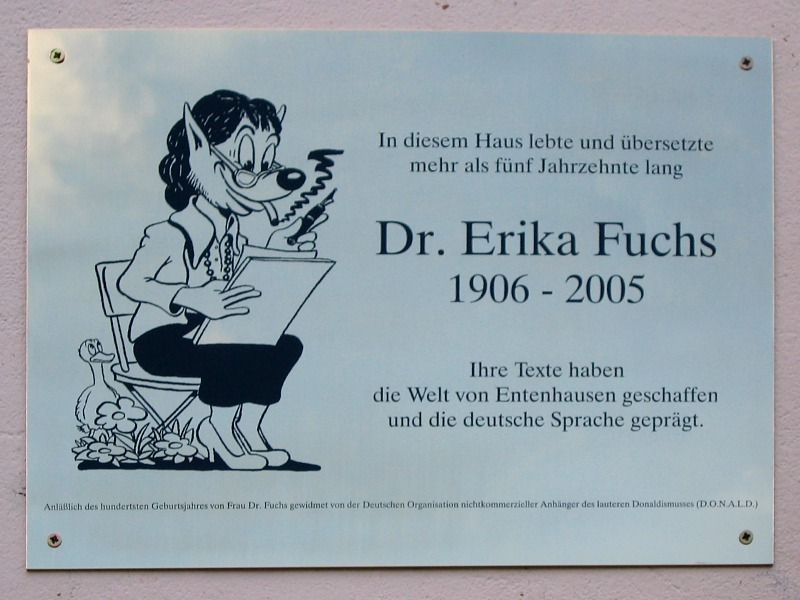
Gedenktafel der D.O.N.A.L.D. am ehemaligen Wohnhaus von Erika Fuchs in Schwarzenbach, 2006

## Leben

### Kindheit
Erika Petri war das zweite der insgesamt sechs Kinder von Auguste Petri, geb. Horn (1878–1964), und August Petri (1873–1954). Auguste Horn wurde in Redwitz (Fichtelgebirge) geboren und wuchs in München auf. Sie machte eine Ausbildung zur Volksschullehrerin und unterrichtete von 1900 bis 1903 an einer Evangelischen Volksschule in Augsburg Musik und Singen.
Als 18-Jährige lernte sie den aus Hohenhausen (Fürstentum Lippe) stammenden August Petri kennen, der an der Technischen Hochschule München ein Ingenieurstudium absolvierte. Beide heirateten Ende 1904, nachdem August Petri eine Anstellung als Elektroingenieur bei den Siemens-Schuckertwerken in Rostock bekommen hatte. Dort wurden 1905 der Sohn Friedrich und 1906 die Tochter Erika geboren. 1908 zog die Familie nach Reichenbach in Niederschlesien, wo August Petri den Bau eines Kohlekraftwerks zur Elektrifizierung des Eulengebirges leitete.
Ende 1910 wurde August Petri von Siemens mit einem Großprojekt zur Elektrifizierung Hinterpommerns betraut. Unter seiner Direktion wurde in Belgard an der Persante eine sogenannte Überlandzentrale gebaut, ein Kohlekraftwerk, das mehrere Landkreise und eine halbe Million Menschen mit elektrischer Energie versorgte. 1911 zog die Familie mit inzwischen vier Kindern aus Schlesien nach Belgard um, wo sie in der Direktorenvilla neben der Überlandzentrale wohnte. 1925 erfolgte ein erneuter beruflicher Wechsel von August Petri nach Stettin und 1934 nach Berlin, wo er Direktor des Märkischen Elektrizitätswerks wurde.
Erika Petri verbrachte ihre Jugendjahre von Ende 1911 bis Anfang 1926 in Belgard. Sie wuchs in einem großbürgerlichen Haushalt auf, in dem Dienstboten selbstverständlich waren. Vor allem der Vater achtete auf eine strenge Erziehung nach konservativen Maßstäben. Erika Fuchs berichtete später: „Bei uns daheim wurde nicht argumentiert und nicht ausdiskutiert. Da wurde befohlen und gehorcht.“ Da die fünf ältesten Petri-Kinder innerhalb von sieben Jahren geboren wurden (der jüngste Sohn Albrecht folgte erst 1919), führten sie trotzdem als Gruppe ein relativ eigenständiges Leben, über das Erika Fuchs später sagte: „Jedenfalls hatten wir einen ganz ungeheuren Auslauf“.

### Schule und Studium
Zu Ostern 1913 wurde Erika Petri in Belgard eingeschult. Bis 1921 besuchte sie die städtische Höhere Mädchenschule, wo in den höheren Klassen auch Französisch und Englisch unterrichtet wurde. Über diese Schule, die nicht zu einem anerkannten Abschluss führte, urteilte sie später: „Wir trieben viel Unsinn und lernten wenig. Vom geistigen Reichtum in der Welt erfuhren wir erst, als wir eine richtige Studienrätin für Deutsch und Geschichte bekamen.“ Diese Lehrerin, Frl. Margarete Wallis, lud interessierte Schülerinnen zu sich nach Hause ein und eröffnete ihnen die Welt des Wissens und der Literatur.
Erika Petri und ihre Freundin Asta Hampe nahmen das begeistert auf. Der Unterricht an der Höheren Mädchenschule genügte ihnen nicht mehr; sie wollten auf ein Gymnasium, um Abitur zu machen und später zu studieren. In Belgard gab es damals aber noch kein Lyzeum, und koedukativer Unterricht an höheren Schulen war noch nicht eingeführt. 1921 setzte August Petri, der für die national-konservative DNVP im Belgarder Stadtrat saß, es mit Hilfe der Sozialdemokraten durch, dass seine Tochter und Asta Hampe das Belgarder humanistische Gymnasium besuchen durften, ein bislang reines Knabengymnasium. Beide Mädchen wurden für ein Jahr vom Schulunterricht freigestellt, um Latein, Griechisch und Mathematik nachzulernen. Da Asta Hampes Familie bald darauf nach Hamburg zog, war Erika Petri schließlich das einzige Mädchen am Belgarder Gymnasium. 1922 bestand sie die Aufnahmeprüfung zur Untersekunda, und 1926 schloss sie ihre Schulzeit mit dem Abitur ab.
Anschließend studierte sie Kunstgeschichte mit den Nebenfächern Klassische Archäologie und Mittelalterliche Geschichte. Zum Sommersemester 1926 ging sie nach Lausanne, das Wintersemester 1926/27 studierte sie in München. Danach verbrachte sie ein Jahr in London, wo sie das University College besuchte. Vom Sommersemester 1928 bis zum Abschluss 1931 studierte sie an der Universität München.
Im Juli 1931 wurde Erika Petri bei Wilhelm Pinder mit einer kunsthistorischen Arbeit über den Rokoko-Bildhauer und Stuckateur Johann Michael Feichtmayr d. J. (1709–1772) promoviert. Dafür hatte sie umfangreiche Recherchen in Kirchenarchiven durchgeführt und war mit dem Fahrrad durch Bayerisch-Schwaben gereist, um sakrale Kunstwerke fotografisch zu dokumentieren. Ihre Dissertation Johann Michael Feichtmayr: ein Beitrag zur Geschichte des deutschen Rokoko wurde mit „magna cum laude“ bewertet. Im Druck erschien die Arbeit erst 1935, ohne die fotografischen Bildbelege und noch unter dem Geburtsnamen der Autorin: „vorgelegt von Erika Petri aus Stettin“. Die Angabe „Stettin“ erklärt sich dadurch, dass bei Studentinnen der Wohnsitz der Eltern als Heimatadresse galt.

### Ehe
Die Ehe von Erika und Günter Fuchs (1907–1984) wurde 1932 in Stettin geschlossen. Ihren Ehemann hatte Erika Petri während des Studiums in München kennengelernt. Günter Fuchs stammte aus Schwarzenbach an der Saale (Oberfranken).
Günter und Erika Fuchs lebten in Schwarzenbach. Sie bekamen zwei Söhne, Thomas (* 1934) und Nikolaus (* 1938).
In der Nachkriegszeit engagierte sich das Ehepaar im Wiederaufbau. Günter Fuchs gehörte bis 1952 dem Schwarzenbacher Stadtrat an; Erika Fuchs gründete mit anderen Frauen aus dem Ort eine Elternvereinigung, die 1947 die Einrichtung eines Progymnasiums in der Kleinstadt durchsetzte.

### Letzte Jahre und Tod

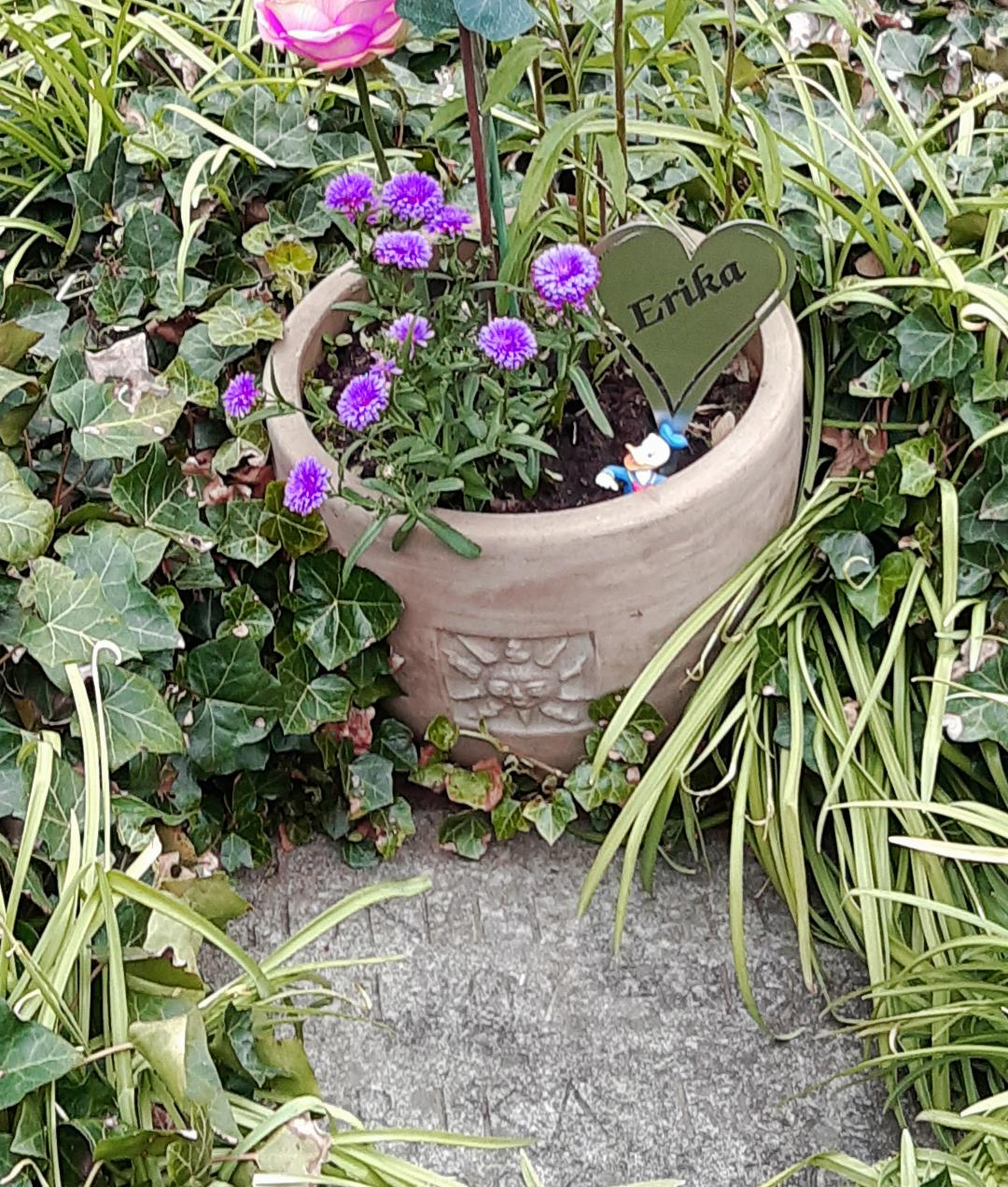
Das Grab von Erika Fuchs (Detail)

Nach dem Tod ihres Mannes 1984 zog Erika Fuchs nach München, wo das Ehepaar 1974 ein Haus im Stadtteil Gern erworben hatte. Hier fand Ende Juni 1994 die erste und einzige Begegnung von Erika Fuchs mit Carl Barks statt, der eine Tournee durch mehrere europäische Länder absolvierte. Erika Fuchs starb am 22. April 2005 im Alter von 98 Jahren in München. Sie wurde an der Seite ihres Ehemannes auf dem Friedhof der St.-Gumbertus-Kirche in Schwarzenbach an der Saale beigesetzt.

## Tätigkeit als Übersetzerin
Ende der 1940er Jahre bemühte Erika Fuchs sich um Übersetzungsaufträge. Für die seit 1946 im Rowohlt-Verlag Stuttgart erscheinende Literaturzeitschrift Story: Novellistik des Auslands übersetzte sie eine oder mehrere Kurzgeschichten aus dem Englischen, ebenso Artikel für die Zeitschrift Das Beste, die deutsche Ausgabe von Reader’s Digest. 1951 wurde sie beim neu gegründeten Ehapa-Verlag Chefredakteurin der Comic-Zeitschrift Micky Maus, die sie in den nächsten Jahrzehnten durch ihre Übersetzungen stark prägte.
Rund zwanzig Jahre lang übersetzte sie sämtliche in der Micky Maus erscheinenden Comic-Geschichten. In den 1970er Jahren schränkte sie ihre Übersetzungstätigkeit mehr und mehr ein auf die in Entenhausen spielenden Geschichten, später auf Storys mit Donald Duck und zuletzt auf Comic-Erzählungen von Carl Barks. Aufgrund ihrer seit den 1970er Jahren stark nachlassenden Sehkraft fiel ihr die Arbeit immer schwerer. 1988 trat sie in den Ruhestand, war aber noch in den 1990er Jahren an Übersetzungen für die Barks Library beteiligt. Ihre Übersetzungsarbeiten hat sie selbst nicht dokumentiert; auch im Verlag ist dies offenbar nicht geschehen. 2022 wurde erstmals der Versuch unternommen, den Umfang ihrer Übersetzungen für den Ehapa Verlag zu rekonstruieren.
Bekannt wurde Erika Fuchs insbesondere durch ihre Übersetzungen der Comic-Geschichten von Carl Barks rund um die Familie Duck. Ihre Übersetzungen sind nicht nur sprachlich ausgefeilt und voller Wortwitz, sie enthalten auch viele versteckte Zitate, literarische und zeitgeschichtliche Anspielungen. Erika Fuchs war der Überzeugung, man könne gar nicht gebildet genug sein, um Comics zu übersetzen. Die Nähe zur deutschen Klassik scheint etwa auf, wenn Tick, Trick und Track sich angelehnt an Schillers Version des Rütlischwurs versprechen: „Wir wollen sein ein einig Volk von Brüdern, in keiner Not uns waschen und Gefahr.“
Nicht selten verwendete Erika Fuchs Zitate, die erst spät als solche erkannt wurden. So ist zum Beispiel der oft als ihre Schöpfung bezeichnete Spruch „Dem Ingeniör ist nichts zu schwör“ keine eigene Erfindung, sondern eine Abwandlung der ersten Zeile des Ingenieurlieds von Heinrich Seidel (1842–1906): „Dem Ingenieur ist nichts zu schwere / […] er überbrückt die Flüsse und die Meere […]“ (veröffentlicht 1889 in dem Gedichtband Glockenspiel). Auch das Lautwort „Klickeradoms“ hat sie nicht selbst erfunden, sondern von Wilhelm Busch aus der Bildergeschichte Die fromme Helene (1872) entlehnt.
Bekannt ist Erika Fuchs’ Persiflage auf das in der NS-Zeit viel gesungene Kampflied Es zittern die morschen Knochen, in der sie die Panzerknacker singen lässt: „Wir sind die Panzerknacker und tun, was uns gefällt. / Heute gehört uns die Kohldampfinsel und morgen die ganze Welt!“ In technischen Fragen ließ sie sich gern von ihrem Mann beraten. „Was er real und vernünftig macht, verwurschtle ich wieder, damit es ein bißchen verrückt wird“, erzählte sie 1978 in einem Interview. Günter Fuchs war aber nicht nur in technischen Dingen bewandert, er war auch sehr belesen und trug vieles zum Gelingen ihrer Übersetzungen bei.
In den 1950er und 1960er Jahren wurden Comics oft noch generell als „Schund und Schmutz“ betrachtet, als minderwertige und potentiell gefährliche Lektüre insbesondere für Kinder und Jugendliche. Das änderte sich Ende der 1960er Jahre mit der Neubewertung der Popkultur. Die Anerkennung von Comics als „Neunte Kunst“ brachte nicht nur die künstlerische Wertschätzung von Comic-Zeichnern mit sich, sondern lenkte die Aufmerksamkeit auch auf die Arbeit von Comic-Übersetzerinnen. Spätestens seit den 1990er Jahren wurde das Übersetzungswerk von Erika Fuchs Gegenstand kulturhistorischer, linguistischer und übersetzungstheoretischer Forschungen.

## Einfluss auf die deutsche Sprache
Für nicht-visuelle Aspekte des Geschehens im Comic verwendete Erika Fuchs zuweilen auf den Wortstamm verkürzte Verben (Inflektive), sowohl für Geräusche (Onomatopoesie) wie zum Beispiel raschel, rumpel, knall, quietsch als auch für menschliche nonverbale Lautäußerungen wie hüstel, stöhn, ächz, kicher, kreisch. Auch psychische, nicht geräuschhafte Vorgänge machte sie durch Inflektive sicht- und lesbar (z. B. grübel, schluck, zitter, bibber, schauder). Die Verwendung der Inflektivform zur visuellen Darstellung nichtvisueller Vorgänge wird ihr zu Ehren auch als Erikativ bezeichnet.
Wie der Donaldist Ernst Horst dargelegt hat, ist Erika Fuchs’ Einfluss auf den alltäglichen Sprachgebrauch und in der Popkultur bis heute enorm. Die Welt von Entenhausen, wie sie von Carl Barks und Erika Fuchs dargestellt wurde, ist seit Ende der 1970er Jahre Gegenstand eines speziellen multidisziplinären Forschungsgebietes, des Donaldismus. Unter anderem im Feuilleton der Frankfurter Allgemeinen Zeitung erscheinen nicht selten von Erika Fuchs stammende Donald-Duck-Zitate in verfremdetem Zusammenhang – vornehmlich als Titelzeilen und Bildunterschriften.

## Rezeption in der Kultur

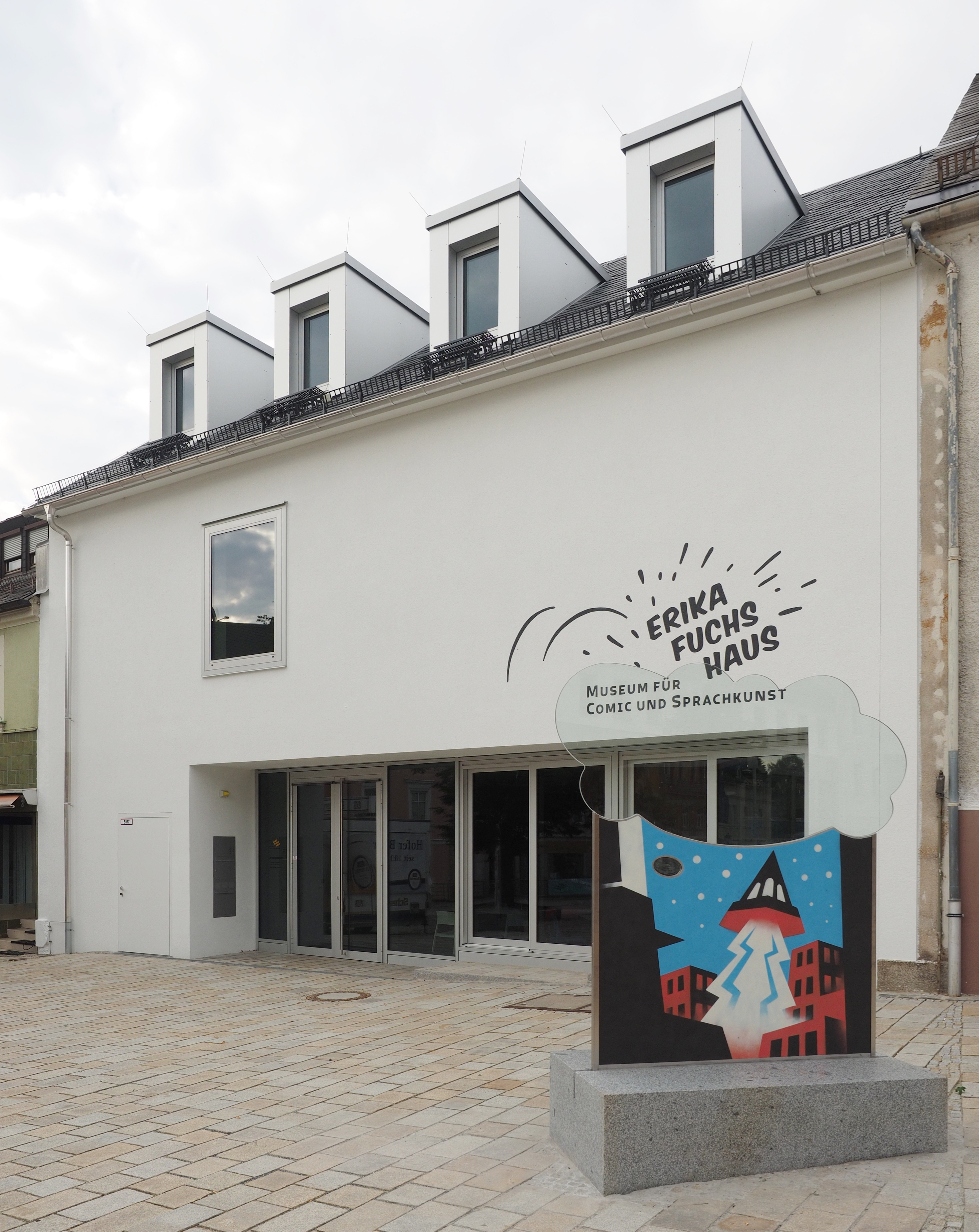
Erika-Fuchs-Haus in Schwarzenbach a. d. Saale, 2015

Erika Fuchs war und ist auch posthum Ehrenmitglied der D.O.N.A.L.D. (Deutsche Organisation nichtkommerzieller Anhänger des lauteren Donaldismus). Die Journalisten Patrick Bahners und Andreas Platthaus, aktive Mitglieder der D.O.N.A.L.D., verwendeten Fuchs-Zitate zuweilen in Überschriften des FAZ-Feuilletons. 2005 widmete der deutsche Rockmusiker Farin Urlaub sein zweites Soloalbum Am Ende der Sonne Erika Fuchs. Der Schriftsteller Max Goldt, der seit den 1990er Jahren in den Comics seines Duos Katz & Goldt gern auf Fuchs’ Sprache anspielt, wählte für sein 2015 erschienenes Buch Räusper einen sogenannten Erikativ.
Von dem Disney- und Carl-Barks-Verehrer Gottfried Helnwein wurde Erika Fuchs 1991 für einen Gemälde-Zyklus „Die 48 bedeutendsten Frauen des Jahrhunderts“ (48 Portraits, Öl und Acryl auf Leinwand, jedes Bild 70 cm × 55 cm) fotografiert und gemalt. Der Kunstsammler und Museumsgründer Peter Ludwig erwarb die 48 Portraits, die heute Bestandteil der Sammlung des Museums Ludwig in Köln sind.

## Ehrungen
- 1994 wurde sie mit der Morenhovener Lupe ausgezeichnet.
- 2001 erhielt sie den Sonderpreis zum Heimito von Doderer-Literaturpreis und den Roswitha-Preis der Stadt Bad Gandersheim.
- Der Asteroid (31175) Erikafuchs wurde am 21. August 2013 nach ihr benannt.
- Die Stadt Schwarzenbach an der Saale beschloss 2012 die Einrichtung eines Museums für Erika Fuchs, da sie hier den größten Teil ihres Lebens verbracht hatte.[19] Das Erika-Fuchs-Haus – Museum für Comic und Sprachkunst wurde nach dreijähriger Bauzeit am 1. August 2015 eröffnet.
- Am 4. Februar 2021 beschloss der Kommunalausschuss des Münchner Stadtrats, in einem Neubaugebiet des Stadtbezirks Feldmoching-Hasenbergl einen Erika-Fuchs-Weg einzurichten.[20]

## Filme (Auswahl)
- Entenhausen in Oberfranken: Das Erika-Fuchs-Museum. Dokumentarfilm, Deutschland, 2015, 8:55 min, Buch: Iris Tsakirides, Kamera: Arnd Frenger, Produktion: BR, Reihe: Zwischen Spessart und Karwendel, Erstsendung: 25. Juli 2015 bei BR Fernsehen, Inhaltsangabe und Internetvideo von BR. Mit Archivaufnahmen von Erika Fuchs.
- Entenhausen in Bayern – Donaldistenkongress 2012. Fernseh-Reportage, Deutschland, 2012, 7:16 min, Buch und Regie: N.N., Produktion: BR, Reihe: Wir in Bayern, Erstsendung: 16. April 2012 bei BR Fernsehen, Inhaltsangabe von ARD, über den D.O.N.A.L.D.-Kongress 2012 in Schwarzenbach a. d. Saale.
- Einblick: „Ächz, Stöhn, Keuch“ – Deutsch für Donald. Die Übersetzerin Dr. Erika Fuchs. Dokumentarfilm, BR Deutschland, 1987, ca. 15 min, Produktion: ZDF.